# Bosszú (televíziós sorozat, 2011)
A Bosszú (eredeti cím: Revenge)  amerikai televíziós dráma sorozat, Alexandre Dumas Monte Cristo grófja c. regénye által inspirálva, Madeleine Stowe és Emily VanCamp főszereplésével. A sorozat 2011. szeptember 21-én debütált az ABC-n, szerda esténként volt látható este 10/9 órai kezdettel (ET/CST).

## Áttekintés
Emily Thorne - aki valójában Amanda Clarke - hamis névvel visszaköltözik Long Islandre, hogy bosszút álljon azokon a személyeken, akik tönkretették családját, és apja, David Clarke (James Tupper) halálát okozták. Amikor Amanda még kislány volt, az apját koholt vádak alapján elítélték terrorizmusért és hazaárulásért. Később a börtönben halt meg, soha többé nem találkozhatott lányával. Amanda körül felfordult a világ, és javítóintézetben kötött ki.
Amikor betöltötte a 18. születésnapját, Amanda megkapta az apja után járó örökségét, aki így - apja sikeres befektetéseinek köszönhetően - egyszeriben milliomossá vált.
A lány ezek után felvette az Emily Thorne nevet, és elhatározta, hogy bosszút áll minden sérelemért, amit a családjának okoztak.

## Évados áttekintés
| Évad | Évad | Epizódok | Eredeti sugárzás     | Eredeti sugárzás | Eredeti adó | Magyar sugárzás     | Magyar sugárzás   | Magyar adó |
| Évad | Évad | Epizódok | Évadpremier          | Évadfinálé       | Eredeti adó | Évadpremier         | Évadfinálé        | Magyar adó |
| ---- | ---- | -------- | -------------------- | ---------------- | ----------- | ------------------- | ----------------- | ---------- |
|      | 1    | 22       | 2011. szeptember 21. | 2012. május 23.  | ABC         | 2012. augusztus 22. | 2013. január 30.  | M1         |
|      | 2    | 22       | 2012. szeptember 30. | 2013. május 12.  | ABC         | 2013. február 13.   | 2013. július 17.  | M1         |
|      | 3    | 22       | 2013. szeptember 29. | 2014. május 11.  | ABC         | 2014. március 4.    | 2014. július 29.  | M2         |
|      | 4    | 23       | 2014. szeptember 28. | 2015. május 10.  | ABC         | 2015. október 12.   | 2016. április 11. | Duna TV    |

## Szereplők

### Főszereplők
| Színész(nő)      | Szerepnév         | Magyar hang    | Évad |
| ---------------- | ----------------- | -------------- | ---- |
| Madeleine Stowe  | Victoria Grayson  | Tóth Enikő     | 1-   |
| Emily VanCamp    | Emily Thorne      | Földes Eszter  | 1-   |
| Gabriel Mann     | Nolan Ross        | Moser Károly   | 1-   |
| Henry Czerny     | Conrad Grayson    | Rosta Sándor   | 1-3. |
| Ashley Madekwe   | Ashley Davenport  | Molnár Ilona   | 1-2. |
| Nick Wechsler    | Jack Porter       | Szabó Máté     | 1-   |
| Joshua Bowman    | Daniel Grayson    | Posta Victor   | 1-   |
| Connor Paolo     | Declan Porter     | Kossuth Gábor  | 1-2. |
| Christa B. Allen | Charlotte Grayson | Kelemen Kata   | 1-   |
| Barry Sloane     | Aiden Mathis      | Bognár Tamás   | 2-3. |
| James Tupper     | David Clarke      | Czvetkó Sándor | 4-   |
| Karine Vanasse   | Margaux LeMarchal | Gáspár Kata    | 4-   |
| Brian Hallisay   | Ben Hunter        | Fehér Tibor    | 4-   |
| Elena Satine     | Louise Ellis      | Sallai Nóra    | 4-   |

### Vendég- és mellékszereplők
- Alex Carter .... Michael Davis
- Alicia Coppola .... Melissa Robins
- Alyvia Alyn Lind .... Amanda Clarke (5 évesen)
- Amber Valletta .... Lydia Davis
- Amy Landecker .... Dr. Michelle Banks
- Amy Parrish .... Kate Reynolds
- Angel Murphy - Rendőr
- Anthony Reynolds - SWAT-tag
- Ashley Driver .... Tracey
- Ashton Holmes .... Tyler Barrol
- Brandon Bell .... Steve Gordon
- Brian Goodman .... Carl Porter
- Brianne Howey ... Eve
- Candice Kita .... Rosemary Cabot
- Camille Robinson .... Tiffany
- Carly Thomas Smith .... Everly
- Cassius Willis .... Rob Gunther
- CCH Pounder .... Warden Sharon Stiles
- Cecilia Specht
- Christina Chang .... Karrie Thurgood
- Ciara Hanna
- Courtney B. Vance .... Benjamin Brooks
- David Monahan .... Dr. Alexander Barrol
- Derek Ray .... Lee
- Diane Mizota
- Dig Wayne
- Dilshad Vadsaria .... Padma Lahari
- Ed Corbin .... Bull
- Elena Evangelo .... Valerie
- Emily Alyn Lind .... Amanda Clarke (gyerek)
- Erin Underwood
- Gary Kraus .... Teddy
- Gena Show
- Gina Gallego
- Greg Perrow .... Malcolm
- Hiroyuki Sanada .... Satoshi Takeda
- Jamal Duff .... Ed
- James McCaffrey .... Ryan Huntley
- James Morrison .... Gordon Murphy
- Jason Alexander - Orvos
- Jennifer Jason Leigh .... Kara Clarke
- John Billingsley .... Roger Halsted
- John Roderick Davidson - FBI-ügynök
- Judy Echavez - Riporter
- Kati Sharp .... Kim
- Kim Swennen .... Erin
- Leon Pridgen
- Leslie Stevens .... Miriam
- Lindsey Garrett .... Melissa
- Logan Bartholomew
- Marcus Giamatti
- Margarita Levieva .... Emily Thorne / 'Amanda Clarke'
- Margot Farlry - Rendőr
- Matthew Glave .... Bill Harmon
- Max Martini .... Frank
- Maya Hazen .... Hikari
- Mel Fair - Riporter
- Merrin Dungey .... Barbara Snow
- Michael Gambino
- Michael Reilly Burke .... McGowen ügynök
- Michael Nardelli .... Trey Chandler
- Morgan Hewitt .... Sofie Arnault
- Nicholas Stargel .... Jack (gyerek)
- Nicole Pulliam .... Diane Kingsly
- Nina Fehren .... Cameron Lang
- R. Keith Harris .... Doug Reid
- Rachel Katherine DiPillo .... Jamie Cardaci
- Raymond Shepard - Börtönőr
- Robbie Amell .... Adam Connor
- Roger Bart .... Leo 'Mason' Treadwell
- Salina Lee - Pincérnő
- Sybil Temtchine .... West nyomozó
- Sylvia Brindis
- Tara Platt .... Becca
- Tess Harper .... Carole Miller
- Thomas Daniel
- Todd Grinnell .... Dr. Jeffrey Thomas
- Tracy Rooney - Ápolónő
- Turner Dixon .... Patrick
- Wendy Crewson .... Helen Crowley
- William Devane .... Edward Grayson
- Yancey Arias .... Tom Kingsly